# جابری (سرپل‌ذهاب)
جابری، روستایی از توابع بخش ذهاب شهرستان سرپل ذهاب در استان کرمانشاه ایران است.

## جمعیت
این روستا در دهستان دشت ذهاب قرار دارد و براساس سرشماری مرکز آمار ایران در سال ۱۳۸۵، جمعیت آن ۱۴۵ نفر (۳۲خانوار) بوده‌است.